# Zapasy na Letnich Igrzyskach Olimpijskich 1972 – kategoria do 82 kg w stylu wolnym
Zmagania mężczyzn do 82 kg to jedna z dziesięciu męskich konkurencji w zapasach w stylu wolnym rozgrywanych podczas Letnich Igrzysk Olimpijskich 1972. Pojedynki w tej kategorii wagowej odbyły się w dniach 27 – 31 sierpnia.

## Zasady[1]
Punktacja opierała się na systemie "złych punktów karnych". Zwycięzca otrzymywał zero punktów za wygraną przez "tusz" (łopatki) lub dyskwalifikację; pół punktu za przewagę techniczną, a jeden za zwycięstwo na punkty. Dwa punkty przyznawano za remis, a dwa i pół za remis i pasywność. Za porażkę na punkty zawodnik otrzymywał trzy punkty. Przegrana przez przewagę techniczną skutkowała 3,5 punktami karnymi, a za łopatki lub dyskwalifikację przyznawano 4 punkty karne. Uzyskanie sześciu lub więcej punktów eliminowało zapaśnika z turnieju. Najlepsza trójka walczyła w rundzie finałowej.

## Klasyfikacja[2]
| Pozycja | Nazwisko               | Kraj              |
| ------- | ---------------------- | ----------------- |
| 1       | Lewan Tediaszwili      | ZSRR              |
| 2       | John Peterson          | Stany Zjednoczone |
| 3       | Vasile Iorga           | Rumunia           |
| 4       | Horst Stottmeister     | NRD               |
| 5       | Tatsuo Sasaki          | Japonia           |
| 6       | Peter Neumair          | RFN               |
| 7       | Kurt Elmgren           | Szwecja           |
| 8       | Jan Wypiorczyk         | Polska            |
| 9       | Iwan Iliew             | Bułgaria          |
|         | Tömörijn Artag         | Mongolia          |
|         | Jimmy Martinetti       | Szwajcaria        |
| 12      | Hayri Polat            | Turcja            |
| 13      | István Kovács          | Węgry             |
|         | Ali Hadżilu            | Iran              |
| 15      | Richard Barraclough    | Wielka Brytania   |
| 16      | Taras Hryb             | Kanada            |
|         | André Bouchoule        | Francja           |
| 18      | Jesús Blanco           | Argentyna         |
|         | Lupe Lara              | Kuba              |
|         | David Aspin            | Nowa Zelandia     |
| 21      | Constant Bens          | Belgia            |
|         | Ibrahim Diop           | Senegal           |
| 23      | Ghulam Dastagir        | Afganistan        |
|         | Harishchandra Birajdar | Indie             |

## Wyniki

### Pierwsza runda[3]
| Zwycięzca          | Punkty karne | Wynik                      | Przegrany              | Punkty karne |
| ------------------ | ------------ | -------------------------- | ---------------------- | ------------ |
| David Aspin        | 4            | Obustronna dyskwalifikacja | Harishchandra Birajdar | 4            |
| Tatsuo Sasaki      | 2            | Remis                      | Ali Hadżilu            | 2            |
| Jimmy Martinetti   | 1            | Na punkty                  | Jesús Blanco           | 3            |
| Vasile Iorga       | 1            | Na punkty                  | André Bouchoule        | 3            |
| Peter Neumair      | 0            | Łopatki                    | Constant Bens          | 4            |
| John Peterson      | 0            | Łopatki                    | Richard Barraclough    | 4            |
| Jan Wypiorczyk     | 0            | Łopatki                    | Lupe Lara              | 4            |
| Kurt Elmgren       | 0            | Łopatki                    | Ghulam Dastagir        | 4            |
| Lewan Tediaszwili  | 0,5          | Na punkty                  | Ibrahim Diop           | 3,5          |
| Tömörijn Artag     | 1            | Na punkty                  | Hayri Polat            | 3            |
| Horst Stottmeister | 1            | Na punkty                  | István Kovács          | 3            |
| Iwan Iliew         | 1            | Na punkty                  | Taras Hryb             | 3            |

### Druga runda[4]
| Zwycięzca           | Punkty karne | Wynik     | Przegrany              | Punkty karne |
| ------------------- | ------------ | --------- | ---------------------- | ------------ |
| Tatsuo Sasaki       | 2            | Łopatki   | Harishchandra Birajdar | 8            |
| Ali Hadżilu         | 3            | Na punkty | David Aspin            | 7            |
| Jimmy Martinetti    | 2            | Na punkty | André Bouchoule        | 6            |
| Vasile Iorga        | 1            | Łopatki   | Jesús Blanco           | 7            |
| Richard Barraclough | 4,5          | Przewaga  | Constant Bens          | 7,5          |
| John Peterson       | 1            | Na punkty | Peter Neumair          | 3            |
| Jan Wypiorczyk      | 0            | Łopatki   | Ghulam Dastagir        | 8            |
| Kurt Elmgren        | 1            | Na punkty | Lupe Lara              | 7            |
| Hayri Polat         | 3            | Łopatki   | Ibrahim Diop           | 7,5          |
| Lewan Tediaszwili   | 1,5          | Na punkty | Tömörijn Artag         | 4            |
| Horst Stottmeister  | 1            | Łopatki   | Iwan Iliew             | 5            |
| István Kovács       | 4            | Na punkty | Taras Hryb             | 6            |

### Trzecia runda[5]
| Zwycięzca          | Punkty karne | Wynik     | Przegrany           | Punkty karne |
| ------------------ | ------------ | --------- | ------------------- | ------------ |
| Tatsuo Sasaki      | 3            | Na punkty | Jimmy Martinetti    | 5            |
| Vasile Iorga       | 1            | Łopatki   | Ali Hadżilu         | 7            |
| Peter Neumair      | 3            | Łopatki   | Richard Barraclough | 8,5          |
| John Peterson      | 1            | Łopatki   | Jan Wypiorczyk      | 4            |
| Lewan Tediaszwili  | 1,5          | Łopatki   | Kurt Elmgren        | 5            |
| Horst Stottmeister | 2            | Na punkty | Hayri Polat         | 6            |
| Tömörijn Artag     | 5            | Na punkty | István Kovács       | 7            |
| Iwan Iliew         | 5            | Bez walki |                     |              |

### Czwarta runda[6]
| Zwycięzca          | Punkty karne | Wynik     | Przegrany        | Punkty karne |
| ------------------ | ------------ | --------- | ---------------- | ------------ |
| Tatsuo Sasaki      | 4            | Na punkty | Iwan Iliew       | 8            |
| Vasile Iorga       | 1            | Łopatki   | Jimmy Martinetti | 9            |
| Peter Neumair      | 4            | Na punkty | Jan Wypiorczyk   | 7            |
| Lewan Tediaszwili  | 2,5          | Na punkty | John Peterson    | 4            |
| Kurt Elmgren       | 6            | Na punkty | Tömörijn Artag   | 8            |
| Horst Stottmeister | 2            | Bez walki |                  |              |

### Piąta runda[7]
| Zwycięzca          | Punkty karne | Wynik     | Przegrany     | Punkty karne |
| ------------------ | ------------ | --------- | ------------- | ------------ |
| Horst Stottmeister | 4            | Remis     | Tatsuo Sasaki | 6            |
| John Peterson      | 5            | Na punkty | Vasile Iorga  | 4            |
| Lewan Tediaszwili  | 3,5          | Na punkty | Peter Neumair | 7            |

### Runda finałowa[8]
| Zwycięzca         | Punkty karne | Wynik     | Przegrany          | Punkty karne |
| ----------------- | ------------ | --------- | ------------------ | ------------ |
| John Peterson     | 6            | Na punkty | Horst Stottmeister | 7            |
| Lewan Tediaszwili | 4,5          | Na punkty | Vasile Iorga       | 7            |